# Troy McClure
Troy McClure (spelad av Phil Hartman) är en rollfigur i den animerade TV-serien Simpsons. Hans första framträdande ägde rum i andra säsongens avsnitt "Homer vs. Lisa and the 8th Commandment". McClure är en slocknad Hollywood-stjärna som numera endast anlitas till infomercials och skolfilmer som ses av de andra figurerna i serien. Han har huvudrollen i avsnittet "A Fish Called Selma", där han gifter sig med Selma Bouvier för att få publicitet och på så sätt få igång sin karriär och ta död på ryktena om sitt privatliv. Han är även 'programledare' för avsnitten "The Simpsons 138th Episode Spectacular" och "The Simpsons Spin-Off Showcase".
McClure baserades på b-filmsskådespelarna Troy Donahue och Doug McClure, men även på Hartman själv. Efter att Hartman mördades av sin hustru Brynn den 27 maj 1998, pensionerades karaktären. Hans sista framträdande var i den tionde säsongens avsnitt "Bart the Mother".

## Rollen
McClure är stereotypen av en Hollywood-föredetting. I början av 1970-talet var han en stor stjärna, men hans karriär gick utför när det började ryktas om parafili, med fiskar involverade. I de flesta av hans framträdanden är han med i korta filmklipp som seriens andra figurer ser på, på TV eller på en plats för allmänheten, till exempel (oftast) biblioteket. Han presenterar ofta utbildningsfilmer och infomercials. McClure presenterar sig alltid med att säga "Hi, I'm Troy McClure. You may remember me from such [films, educational videos, voiceovers, et cetera] as...," och nämner två titlar som påminner om det han är med i för tillfället. Som exempel, i avsnittet "Bart the Mother", presenterar McClure en film om fåglar, genom att säga "Hi, I'm Troy McClure. You may remember me from such nature films as Earwigs: Eww! and Man vs. Nature: The Road to Victory."
I avsnittet "A Fish Called Selma" hade McClure sin största roll i serien. I avsnittet inleder McClure en relation med Selma Bouvier, som han träffade när hon gjorde ett syntest på honom på vägverket, där hon arbetar. Förhållandet ger honom en knuff uppåt i karriären, och han får huvudrollen i Stop the Planet of the Apes, I Want to Get Off!, en musikalversion av filmen Apornas planet. För att få ännu mer publicitet råder hans agent honom att gifta sig med Selma. Ovetande om McClures verkliga avsikt, säger Selma ja, och flyttar in i McClures hus, en modernistisk byggnad som påminner om John Lautners Chemosphere. På svensexan avslöjar den fulle McClure för Homer Simpson att bröllopet bara är ett sätt för honom att få fart på sin karriär. Homer säger inget på bröllopet, men avslöjar det senare för Marge, som i sin tur berättar för sin syster. Selma bestämmer sig trots allt för att stanna hos McClure, men hon tycker inte om när hans agent vill att de ska skaffa barn (som agenten säger, "all the big parts these days are going to family men"). Ett barn skulle säkra McClure rollen som Rainier Wolfcastles assistent i McBain IV: Fatal Discharge, men Selma är tveksam till att föda ett barn in i en kärlekslös familj, och bestämmer sig till slut för att lämna McClure. På grund av det får McClure huvudrollen i 20th Century Foxs film The Contrabulous Fabtraption of Professor Horatio Hufnagel.
Utöver sina medverkanden i olika filmer, har McClure medverkat som värd för "The Simpsons 138th Episode Spectacular" och "The Simpsons Spin-Off Showcase". Den första är ett bakom-kameranavsnitt på The Simpsons, där han svarar på tittarfrågor och visar "aldrig tidigare visat" material. Den andra är ett avsnitt som visar tre möjliga spinoffs från The Simpsons.

## Karaktären

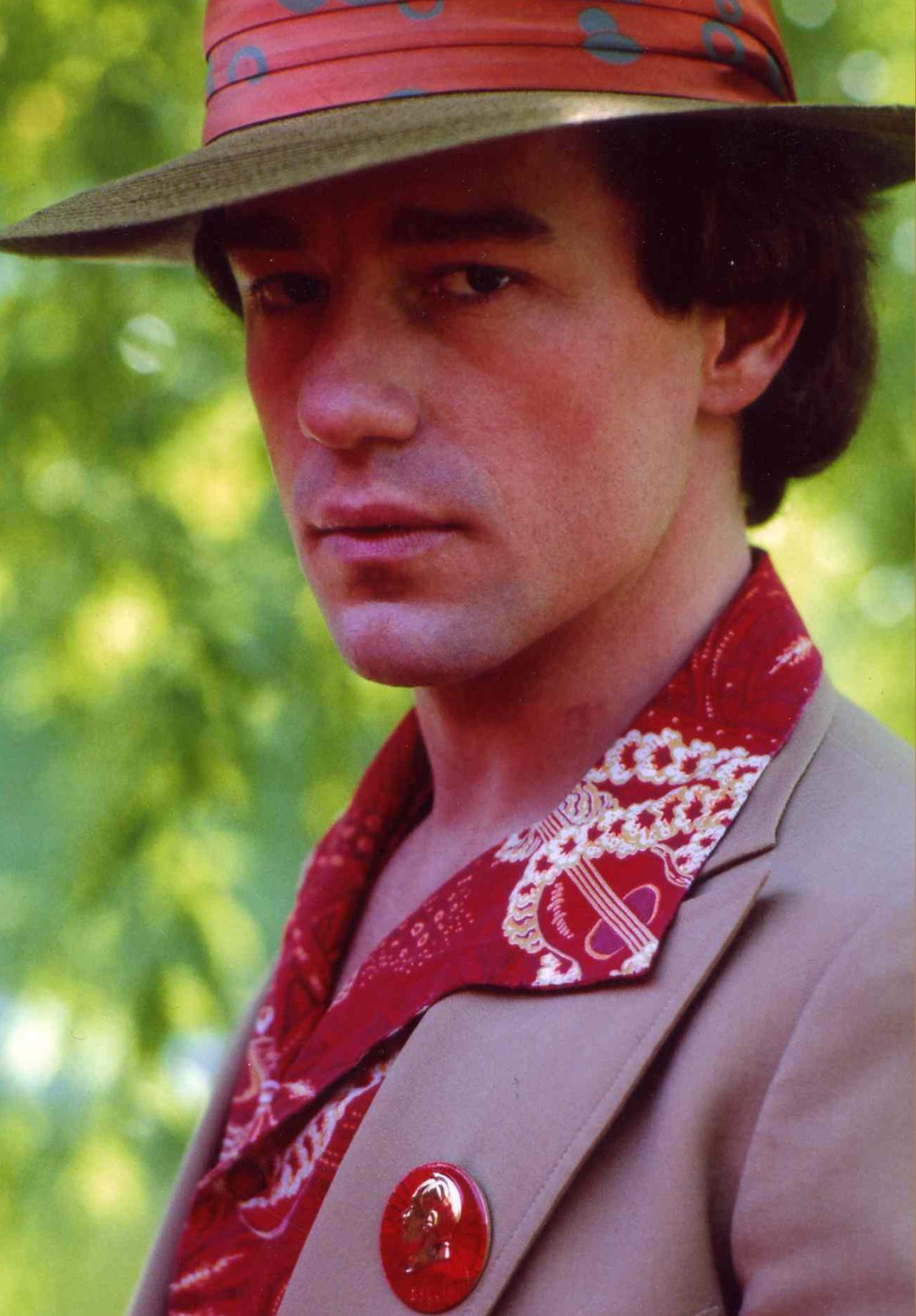
Phil Hartman gjorde Troy McClures röst fram till sin död.

### Skapandet
McClure baserades på den typiske "spolade" Hollywoodstjärnan. B-filmsskådespelarna Troy Donahue och Doug McClure fick stå som förebilder för hans namn och särskilda personlighet. Senare träffade författaren Mike Reiss Doug McClures dotter, som berättade att hennes far hade tyckt att "hyllningen" var rolig. När han inte hörde brukade hans barn kalla honom för "Troy McClure". Enligt seriens skapare Matt Groening, valdes Phil Hartman att göra McClures röst för hans förmåga att lägga in största möjliga mängd komik i varje replik han fick. McClures utseende liknar till stor del Hartman själv.

### Utvecklandet
McClures person lyfts fram mest i "A Fish Called Selma", där man får en mer djupgående inblick i hans privatliv och bakgrund. Seriens show runners, Bill Oakley och Josh Weinstein, hade Phil Hartman som idol, och ville därför göra ett avsnitt som uteslutande handlade om McClure, för att på så sätt få Hartman att göra så mycket som möjligt. Utifrån detta föddes idén om att låta McClure gifta sig med Selma Bouvier, eftersom hon "alltid gifte sig". Animatören Mark Kirkland var speciellt tacksam över att McClure var stjärnan i avsnittet. Han gillade att tolka Hartmans framträdanden som berättare, och avsnittet gav honom och de andra animatörerna chansen att "öppna upp [McClure] visuellt som karaktär". Genom hela "A Fish Called Selma" ges antydningar om att McClure har ett märkligt sexuellt beteende. Författarna var först inte säkra på vad den "motbjudande" sexuella dragningen skulle vara, men efter ett förslag från den exekutiva producenten James L. Brooks, bestämde man sig för en fiskfetisch. Josh Weinstein beskrev fiskfetishmen som så perverst och konstigt, att det var över gränsen.

### "Pensioneringen"
Den 28 maj 1998 mördades Phil Hartman av sin hustru Brynn. Istället för att ersätta Hartman med en ny skådespelare, lät produktionsteamet "pensionera" McClure, tillsammans med Hartmans andra figur Lionel Hutz. McClures sista framträdande var i säsong tio, i avsnittet "Bart the Mother". Innan hans död, hade Hartman ofta visat intresse för att medverka i en live-action-film om McClure, som skulle skrivas av några av seriens författare. Senare berättade Matt Groening för tidningen Empire att idén aldrig kom längre än till entusiasmen, men att den skulle ha blivit väldigt rolig. McClure och Hutz syns fortfarande till då och då, som icke-talande bakgrundsfigurer.

## Mottagande och kulturella influenser
Även efter sin "pensionering" finns Troy McClure kvar som populär bifigur. 2006 rankade IGN.com McClure som etta i deras lista "Top 25 Simpsons Peripheral Characters", där de kallade honom för en underbart bisarr och underhållande figur som visar det bästa av vad en liten roll i The Simpsons kan göra. 2007 skrev Adam Finley i en artikel om gästskådespelare i The Simpsons i tidningen TV Squad, att McClure bar ansvaret för några av de roligaste ögonblicken i Simpsons historia. I Planet Simpson hävdade Chris Turner att McClure och Lionel Hutz "tillsammans representerar de mest betydande bidragen till programmet bortsett från huvudkaraktärerna", och tillägger sedan att "det är svårt att föreställa sig seriens guldålder utan dem". Han fortsätter, "den äckliga Hollywoodtypen... har förverkats, men Hartmans version blåste in nytt liv i den med varje framträdande. McClure har blivit apoteoset av stereotypen, en rolig, nytolkning vars oefterhärmliga introduktion... har blivit ett enkelt sätt att beskriva vilken grovt påhittad mediapersonlighet som helst."
McClures mest framträdande avsnitt "A Fish Called Selma" nämns ofta som ett av de bästa i seriens historia, och det är även en favorit bland många av programmets arbetare. Entertainment Weekly placerade avsnittet på en åttonde plats av 25 på deras 25 The Simpsons episode list, och IGN.com utnämnde det till sjunde säsongens bästa. De menade även att McClures Apornas planet-musikal var den bästa stunden i avsnittet, om inte i hela serien..
McClure var en av Phil Hartmans mest kända rollfigurer. Mellan tagningarna på NewsRadio brukade han underhålla publiken med sin McClureröst. Han sade att hans favoritfans var Troy McClurefansen. När Hartman mördades 1998, nämnde många nekrologer hans arbete med Troy McClure som en av höjdpunkterna i hans karriär. BBC sade att "[Hartmans]" röst var känd för miljontals" tack vare McClure och Lionel Hutz.
Som i en del av leksakssetet World of Springfield, gjordes McClure som actionfigur,. och har en kort medverkan i videospelet Virtual Springfield, där han presenterar staden Springfield för spelaren.